# Geldernsche Kreisbahn
Die Geldernsche Kreisbahn war eine Schmalspurbahn mit 1000 mm Spurweite. Eigentümer war die Stadt Geldern. Die Geldernsche Kreisbahn fuhr zwischen 1902 und 1934 von Kempen über Straelen nach Kevelaer und hatte in ihrem 30-jährigen Bestehen einen großen Einfluss auf die wirtschaftliche und verkehrspolitische Situation im Landkreis Geldern.

## Überblick über die Eisenbahnen am Niederrhein im ausgehenden 19. Jahrhundert
Nach der Jungfernfahrt der ersten deutschen Eisenbahn zwischen Nürnberg und Fürth am 7. Dezember 1835 wurden im ganzen damaligen Deutschen Bund, oft ohne Unterstützung der Regierungen, private Eisenbahngesellschaften gegründet. So bildete sich auch im Jahre 1837 die Rheinische Eisenbahngesellschaft in Köln, die schließlich am 2. August 1839 die erste Eisenbahnstrecke zwischen Köln und Müngersdorf eröffnete und diese bis zum 15. Oktober 1843 über Aachen bis zur Landesgrenze an die Belgische Staatsbahn anschloss.
In den darauf folgenden Jahren wurden immer mehr Eisenbahngesellschaften gegründet und Strecken gebaut, die den Deutschen Bund und später das Deutsche Reich mit den Niederlanden verbanden. 1880 umfasste das linksrheinische Eisenbahnnetz schon eine Länge von ungefähr 450 Kilometern. Ein Problem hierbei waren die fehlenden Eisenbahnbrücken auf niederländischer und auf deutscher Seite, die zuerst durch den Einsatz von Fähren kompensiert wurden.
Trotz bereits vieler existierender Bahnstrecken, die vielfach vom Preußischen Staat übernommen oder aufgekauft wurden, war der Bedarf oft noch nicht gedeckt. Der oft erwogene Bau von zusätzlichen Bahnen wurde meist aus politischen oder wirtschaftlichen Gründen nicht verwirklicht. Mit dem „Gesetz über Kleinbahnen und Privatanschlußbahnen“ vom 17. August 1892 wurde dann jedoch die Entwicklung von Kleinbahnen im Besitz von Kapitalgesellschaften, Städten oder Kreisen begünstigt.

## Bau und Betrieb der Geldernschen Kreisbahn

### Gründe zum Bau der Kreisbahn
Da im 19. Jahrhundert am Niederrhein hauptsächlich landwirtschaftliche Güter produziert wurden, die nicht alle von der ansässigen Industrie abgenommen werden konnten, war der Niederrhein stark exportabhängig. Daher gab es ein verstärktes Interesse an schnellen und günstigen Verkehrsverbindungen. In Deutschland wuchs damals die Bevölkerung, es gab einen Trend zur Urbanisierung; damit stieg der Bedarf für Lebensmitteltransporte von ländlichen in dicht besiedelte Gebiete (z. B. ins Ruhrgebiet).
Eine erste Initiative im Kreis Geldern kam von der Krefeld-Kreis Kempener Industrie-Eisenbahngesellschaft, die eine Strecke von Grefrath nach Straelen mit eventueller Weiterführung nach Kevelaer plante. Es wurden schon viele der nötigen Grundstücke gekauft, doch nach dem Konkurs der Gesellschaft im Jahre 1875 (vorher hatte die Gründerkrise begonnen) musste das Projekt vorerst eingestellt werden. Die Krefelder Eisenbahn-Gesellschaft, die die Konkursmasse übernahm, hatte kein Interesse, den Bau der Strecke fortzusetzen.
Anfang 1894 wurde die Idee einer Kleinbahn im Kreis Geldern vom damaligen Landrat Oskar von Nell wieder aufgenommen, nun aber mit veränderter Streckenführung (Kempen–Wachtendonk–Wankum–Straelen–Walbeck–Kevelaer). Basis der Überlegungen war das von Preußen erlassene Kleinbahngesetz, das den Bau von lokalen Eisenbahnen durch Verzicht auf die strengen Anforderungen des Eisenbahngesetzes vom 3. November 1838 erleichtern sollte.
Um das Projekt zu verwirklichen, wurde eine Eisenbahnbaukommission unter der Leitung des Landrats von Nell gegründet. Nach Rentabilitätsberechnungen in den betroffenen Gemeinden wurde im Mai 1896 mit den ersten Vermessungen begonnen.

### Bau der Bahn
In den folgenden Jahren gab es erhebliche Unstimmigkeiten über den geplanten Verlauf der Geldernschen Kreisbahn. Zur Debatte standen neben der oben genannten und später verwirklichten Linienführung auch noch die Strecke Walbeck–Geldern–Veert–Wetten–Kevelaer und eine Route über Lüllingen, Twisteden und Wemb bis nach Weeze.
Letztendlich einigte man sich auf eine fast gerade Strecke von Kempen über Straelen nach Kevelaer, wobei die Kreisstadt Geldern ausgespart wurde, da sie durch zwei Staatsbahnlinien schon hinreichend erschlossen war.
Zur Verwirklichung des Projekts nahm der Kreis einen Kredit von 800.000 Mark auf, und nach einem langen Genehmigungsverfahren wurde der Kleinbahn schließlich am 10. Juli 1900 die Konzession erteilt.
In der Folgezeit gingen die Bauarbeiten zügig voran. Mitte Oktober 1900 wurde der Unterbau der Teilstrecke Straelen–Kevelaer fertiggestellt, so dass man mit der Gleismontage beginnen konnte. Am 20. Juli 1901 wurde der Streckenabschnitt, nach einigen baulichen Problemen zwischen Walbeck und Kevelaer, endgültig fertiggestellt und am 6. August 1901 dem Verkehr übergeben.
Der zweite Streckenabschnitt, Kempen–Straelen, ging etwa ein Jahr später am 13. Juli 1902 in Betrieb.
Am 1. September 1902 wurde der Personen- und Güterverkehr offiziell eröffnet und der fahrplanmäßige Verkehr aufgenommen.
Insgesamt kostete der Bau der Bahn 1.529.702,33 Mark, etwa 145.000 Mark teurer als vorher veranschlagt, was einem Kilometerpreis von rund 45.000 Mark entspricht. Im Vergleich zu anderen in dieser Zeit gebauten Kleinbahnen, die etwa 25.000 Mark pro Kilometer kosteten, war die Geldernsche Kreisbahn recht teuer.
Eigentümer der Kleinbahn war der Kreiskommunalverband Geldern, der in allen Angelegenheiten durch einen vom Kreistag gewählten Kreis-Eisenbahn-Ausschuss mit Sitz Geldern vertreten wurde. Vorsitzender bei der Betriebseröffnung war der Landrat von Nell. Im Rechnungsjahr 1902/1903 wurden insgesamt 41 Beamte und Arbeiter beschäftigt.

## Betrieb der Bahn

### Betriebsmittel, Betriebsanlagen und Streckenverlauf
Im Vergleich zu anderen Schmalspurbahnen dieser Zeit wurde für die Geldernsche Kreisbahn nur ein bescheidener Fahrzeugpark eingesetzt. Die Lokomotiven wurden, wie damals üblich, nach Städten der Umgebung benannt. Die ersten drei Loks, die zum Betrieb der Bahn angeschafft wurden, erhielten die Namen „Geldern“, „Straelen“ und „Kevelaer“.
Da der Personenverkehr – insbesondere durch die Wallfahrt – stetig zunahm, wurde schon 1903 eine vierte, die den Namen „Neubeckum“ erhielt und 1926 eine fünfte Lok, „Kempen“, angeschafft.
Trotz des unterschiedlichen Alters unterschieden sich die Loks nur durch einige Armaturen und Leitungen. Alle Loks stammen aus den Werkshallen der Aktiengesellschaft für Lokomotivbau Hohenzollern (Düsseldorf).
Bei der Eröffnung standen der Bahn insgesamt ein Post- und Gepäckwagen und 11 Personenwagen mit je 28 Plätzen der 2. Klasse und 48 Plätzen der 3. Klasse, sowie 26 Güterwagen, deren Gesamtzahl sich später auf 35 erhöhte, zur Verfügung. Trotz der steigenden Fahrgastzahlen wurden keine neuen Personenwagen, sondern Güterwagen gekauft und vorhandene Güterwagen in der eigenen Werkstatt zu Personenwagen umgebaut.
Nach der Schließung der Bahn wurden die Wagen an andere Bahngesellschaften verkauft.
Das Schienennetz der Bahn hatte einschließlich aller Nebengleise eine Gesamtlänge von 38,2 km. Davon wurden 15,9 km auf eigenem Unterbau und 22,3 km im Bereich von Straßen verlegt.
Der südliche Ausgangspunkt des Netzes war für den Personenverkehr der Kempener Staatsbahnhof. Für den Güterverkehr gab es extra Abstell- und Ladegleise für die Umladung der Güter auf die Staatsbahn.
Nachfolgend eine Aufstellung der Haltestellen und deren Ausstattung:
| Streckenlänge: | 33,4 km             |                           |                           |
| Spurweite: | 1000 mm (Meterspur) |                           |                           |
| |                     |                           |                           |
| \| \| \| von Kleve \| \| \| \| 33,4 \| Kevelaer \| Kevelaer \| \| \| \| nach Geldern–Kempen \| \| \| \| 29,9 \| Wetten \| Wetten \| \| \| 27,9 \| Lüllingen \| Lüllingen \| \| \| 25,8 \| Spitzfeld \| Spitzfeld \| \| \| 23,1 \| Walbeck \| Walbeck \| \| \| 21,3 \| Vorst \| Vorst \| \| \| 20,4 \| Holt \| Holt \| \| \| 19,6 \| Auwel \| Auwel \| \| \| 16,6 \| Straelen II \| Straelen II \| \| \| 16,0 \| Straelen I \| Straelen I \| \| \| \| Bahnstrecke Haltern–Venlo \| \| \| \| 14,7 \| Zand \| Zand \| \| \| 13,4 \| Boekholt \| Boekholt \| \| \| 12,0 \| Langdorf-Ringofen \| Langdorf-Ringofen \| \| \| 10,0 \| Wankum \| Wankum \| \| \| 8,5 \| Wachtendonk II \| Wachtendonk II \| \| \| 7,2 \| Wachtendonk I \| Wachtendonk I \| \| \| 4,3 \| Schloot \| Schloot \| \| \| 3,1 \| Schmalbroich \| Schmalbroich \| \| \| \| von Geldern \| \| \| \| 48,6 \| Kempen \| Kempen \| \| \| \| nach Krefeld \| \| |                     |                           |                           |
| Strecke |                     | von Kleve                 | von Kleve                 |
| Bahnhof | 33,4                | Kevelaer                  | Kevelaer                  |
| Abzweig ehemals geradeaus und nach links |                     | nach Geldern–Kempen       | nach Geldern–Kempen       |
| Haltepunkt / Haltestelle (Strecke außer Betrieb) | 29,9                | Wetten                    | Wetten                    |
| Haltepunkt / Haltestelle (Strecke außer Betrieb) | 27,9                | Lüllingen                 | Lüllingen                 |
| Haltepunkt / Haltestelle (Strecke außer Betrieb) | 25,8                | Spitzfeld                 | Spitzfeld                 |
| Bahnhof (Strecke außer Betrieb) | 23,1                | Walbeck                   | Walbeck                   |
| Haltepunkt / Haltestelle (Strecke außer Betrieb) | 21,3                | Vorst                     | Vorst                     |
| Haltepunkt / Haltestelle (Strecke außer Betrieb) | 20,4                | Holt                      | Holt                      |
| Haltepunkt / Haltestelle (Strecke außer Betrieb) | 19,6                | Auwel                     | Auwel                     |
| Haltepunkt / Haltestelle (Strecke außer Betrieb) | 16,6                | Straelen II               | Straelen II               |
| Bahnhof (Strecke außer Betrieb) | 16,0                | Straelen I                | Straelen I                |
| Kreuzung geradeaus oben (Strecken außer Betrieb) |                     | Bahnstrecke Haltern–Venlo | Bahnstrecke Haltern–Venlo |
| Haltepunkt / Haltestelle (Strecke außer Betrieb) | 14,7                | Zand                      | Zand                      |
| Haltepunkt / Haltestelle (Strecke außer Betrieb) | 13,4                | Boekholt                  | Boekholt                  |
| Haltepunkt / Haltestelle (Strecke außer Betrieb) | 12,0                | Langdorf-Ringofen         | Langdorf-Ringofen         |
| Haltepunkt / Haltestelle (Strecke außer Betrieb) | 10,0                | Wankum                    | Wankum                    |
| Haltepunkt / Haltestelle (Strecke außer Betrieb) | 8,5                 | Wachtendonk II            | Wachtendonk II            |
| Haltepunkt / Haltestelle (Strecke außer Betrieb) | 7,2                 | Wachtendonk I             | Wachtendonk I             |
| Haltepunkt / Haltestelle (Strecke außer Betrieb) | 4,3                 | Schloot                   | Schloot                   |
| Haltepunkt / Haltestelle (Strecke außer Betrieb) | 3,1                 | Schmalbroich              | Schmalbroich              |
| Abzweig ehemals geradeaus und von links |                     | von Geldern               | von Geldern               |
| Bahnhof | 48,6                | Kempen                    | Kempen                    |
| Strecke |                     | nach Krefeld              | nach Krefeld              |

- 0,0 Kempen Stationsgebäude mit Güterschuppen, Wasserstation und Brückenwaage
- 3,1 Schmalbroich Stationsgebäude mit Güterschuppen
- 4,3 Schloot Agentur im Privathaus
- 7,2 Wachtendonk I  Güterschuppen, Agentur im Privathaus
- 8,5 Wachtendonk II  Stationsgebäude mit Güterschuppen
- 10,0 Wankum Güterschuppen, Agentur im Privathaus
- 12,0 Ringofen
- 13,4 Boekholt Agentur im Privathaus
- 14,7 Zand Hp, Agentur im Privathaus
- 16,0 Straelen I  Stationsgebäude mit Güterschuppen, Lokomotivschuppen, Werkstätte, Wagenschuppen, Wasserstation
- 16,6 Straelen II Hp, Agentur im Privathaus
- 19,6 Auwel Güterschuppen, Agentur im Privathaus
- 20,4 Holt Fahrkartenverkauf im Zuge
- 21,3 Vorst Hp, Fahrkartenverkauf im Zuge
- 23,1 Walbeck Güterschuppen, Agentur im Privathaus
- 25,8 Spitzfeld Hp, Agentur im Privathaus
- 27,9 Lüllingen  Agentur im Privathaus
- 29,9 Wetten Hp
- 33,4 Kevelaer  Stationsgebäude, Güterschuppen, Wasserstation, Drehscheibe, Lokomotivschuppen mit einem Stand

Später gab es noch Bedarfshaltestellen in Langdorf und Wetten.
Es gab auch mehrere Brücken, zum Beispiel über die Schleck, Niers, Nette oder über die Gleise der Staatsbahn in Straelen.
Nach der Stilllegung der Bahn wurden die meisten Brücken zu Fußgängerbrücken umfunktioniert.

### Verkehrsleistung
Insgesamt verkehrten zwischen Kempen und Kevelaer bis zu fünf durchgehende Zugpaare, wobei auf den beiden Teilstrecken Straelen–Kevelaer und Straelen–Kempen noch zusätzliche Züge fuhren. Aus alten Fahrplänen lässt sich schließen, dass auf der Teilstrecke Straelen–Kempen der Personenverkehr wesentlich höher war, da wesentlich mehr Züge als auf dem anderen Streckenabschnitt fuhren.
Bei besonderen Anlässen wurden auch Sonderzüge eingesetzt, so zum Beispiel für die Walbecker Kirmes oder die Kevelaerer Wallfahrt. Ansonsten wurde die Bahn zumeist von Berufspendlern benutzt, die so ihre Arbeitsplätze erreichen konnten.
Zwischen den beiden Endstationen brauchte ein Zug ungefähr zwei Stunden.
Zuerst erfreute die Bahn sich großer Beliebtheit. Im Jahre 1916 wurden insgesamt 443.083 Fahrkarten verkauft, was einem Umsatz von 146.217,85 Mark bedeutete. Auch der Güterverkehr entwickelte sich positiv, so konnte man zum Beispiel im Jahre 1928 ein Frachtaufkommen von 60.000 t verzeichnen.
Im Zuge der fortschreitenden Motorisierung nach dem Ersten Weltkrieg sank allerdings die Auslastung, besonders im Personenverkehr. Außerdem wollten viele Bauern die hohen Umladekosten von der Schmalspurbahn auf die Staatsbahn nicht mehr bezahlen und brachten ihre Güter nun direkt zu den Staatsbahnhöfen in Kevelaer, Straelen, Geldern oder Kempen.
Auch die Anschaffung eines neuen Triebwagens im Jahre 1924, die die Fahrzeiten verkürzen sollte, konnte diesen Trend nicht mehr stoppen.

### Entwicklung der Bahn bis zur Stilllegung
In den ersten Jahren ihres Bestehens erwirtschaftete die Geldernsche Kreisbahn gute Ergebnisse. Die Anzahl der beförderten Personen und Güter, hauptsächlich Sand und Kies, wuchs stetig. So konnte der gewonnene Überschuss nicht nur zur
Schuldentilgung, sondern auch zum Kauf einer neuen Lok und mehreren Güterwagen eingesetzt werden. Außerdem wurde ein Erneuerungsfonds gegründet, um spätere Reparaturen an Netz und Maschinen zu bezahlen.
Auch der Umbau von Schmalspur auf Normalspur wurde in Betracht gezogen. Die frühere Entscheidung für die Schmalspur wurde als Fehler betrachtet, da die höheren Folgekosten, insbesondere für das umständliche und kostenintensive Umladen der Güter, die relativ geringe Ersparnis für Material, Bau und Unterhaltung übersteigen.
Der Umbau wurde sogar am 29. August 1914 genehmigt, konnte aber durch den Ersten Weltkrieg nicht mehr umgesetzt werden.
Nach dem Krieg befanden sich Netz und Fahrzeuge in einem schlechten Zustand. Durch die Motorisierung gingen Güter- und Personenverkehr zurück, so dass die Bahn Verluste machte und kein Geld für dringend nötige Reparaturen und Instandhaltungen ausgegeben werden konnten. Durch die angespannten wirtschaftlichen Verhältnisse in den 20er Jahren verschlechterte sich diese Situation noch.
Bedingt durch Inflation und Wirtschaftskrise musste der Personenverkehr am 15. November 1923 endgültig eingestellt werden. Der Güterverkehr konnte allerdings noch aufrechterhalten werden.
Im Jahre 1924 führte man Verhandlungen mit den Rheinisch-Westfälischen Elektrizitätswerken (RWE) bezüglich der Übernahme der Bahn. Um diese bis dahin „in einem betriebssicheren Zustand“ zu erhalten, wurde der Oberbau erneuert und ein zusätzlicher Triebwagen angeschafft. Finanziert wurde das Darlehen für die Bahnverwaltung vom Kreis Geldern.
In den folgenden Wochen und Monaten versuchten die Kommunen des Kreises, den Güter- und Personenverkehr wiederaufzubauen. Um dies zu erreichen, wurde Anfang 1925 von den Kommunalverbänden Duisburg, Moers, Rees, Kleve und Geldern die Niederrheinische Automobilgesellschaft m.b.H (NIAG) gegründet. Darauf bildete sich ein dichtes Busnetz am Niederrhein.
Nach der gescheiterten Übernahme der Kreisbahn durch die RWE verlor sie immer mehr an Bedeutung. Anfang 1930 bemühte man sich dann im Zuge einer Reorganisation der Kreisbahn um zahlungskräftige Käufer. Am 1. Oktober 1930 kam es dann zu einem Vorvertrag mit der Krefelder Eisenbahn-Gesellschaft, die nach 5 Jahren Betriebsführung auf Probe entscheiden wollte, ob sie die Kreisbahn kauft.
Der Personenverkehr wurde wieder aufgenommen, allerdings musste die Anzahl der täglichen Zugfahrten immer weiter verringert werden, da viele Fahrgäste nun die zahlreichen Busse der NIAG benutzten. Auch der Güterverkehr ging stark zurück und es wurden nur noch Bedarfsgüter, wie Milch oder Gemüse befördert.
Am 1. April 1932 wurde dann der gesamte Personen- und Güterverkehr auf der Geldernschen Kreisbahn eingestellt. Die Fahrzeuge gingen auf Grund des 1930 abgeschlossenen Vorvertrags an die Krefelder Eisenbahn über. Bis zum Jahre 1934 wurde der gesamte Bahnkörper abgebaut und am 18. Februar 1937 wurde die Genehmigungsurkunde vom 10. Juli 1900 offiziell aufgehoben.

## Die Geldernsche Kreisbahn in der Bevölkerung
In der Bevölkerung war die Geldernsche Kreisbahn vor allem unter dem Spitznamen „Der feurige Elias“ bekannt. Dieser geht auf ein Ereignis vom 20. März 1928 zurück: Kurz vor der Haltestelle Auwel bemerkte der Zugführer eine ungewöhnliche Rauchentwicklung in den letzten drei, mit Stroh beladen Wagen. Der Zug wurde sofort gestoppt und die in Brand geratenen Waggons abgekoppelt und mit Bremsklötzen gesichert. Der Zug fuhr dann weiter. Aufgrund eines kräftigen Windes und dem Gefälle an dieser Stelle der Strecke rutschten die Strohwagen über die Bremsklötze und fuhren mit stetig wachsender Geschwindigkeit in Richtung Holt. Durch den Luftzug wurde das brennende Stroh zu einem lodernden Feuer entfacht, das die Gebäude nahe der Bahnstrecke gefährdete. Am Ende wurden mehrere Wohnhäuser beschädigt und ein Wohnhaus, die Holter Schule, sowie das Gasthaus „Zum Paradies“ brannten vollkommen ab.
Trotz dieses Ereignisses oder den vielfachen Entgleisungen der Bahn war sie in der Bevölkerung beliebt und die Behauptung, sie halte den „Weltrekord im Entgleisen“, war noch nicht einmal bösartig gemeint. So schrieb zum Beispiel Leo Opheys nach der Stilllegung der Bahn nostalgisch:
Gemächlich, langsam, ohne Hast,

Haltend oft zu kurzer Rast,

Fuhrst du täglich deinen Plan,

O, du treue Bimmelbahn.
und endet mit dem Satz: „Gern war’n wir stets dein Gast.“

## Abschließende Wertung der Wirtschaftlichkeit der Kreisbahn
Von der Geldernschen Kreisbahn ist im heutigen Landschaftsbild nichts mehr zu erkennen, trotzdem hat sie bei der Bevölkerung einen bleibenden Eindruck hinterlassen und manch einer denkt nostalgisch an ihr Bestehen zurück.
Allerdings war das Ende der Kleinbahn wenig ruhmreich: Wegen jahrelanger wirtschaftlicher Probleme musst der Verkehrsbetrieb im Jahre 1932 eingestellt werden. Man könnte also meinen, dass das ganze Projekt eine Fehlinvestition war.
Ganz so einfach ist es aber nicht. Die Planer der Bahn konnten im ausgehenden 19. Jahrhundert noch nicht die später einsetzende Motorisierung voraussehen, die zum späteren Personen- und Güterrückgang führte. Tatsache ist auch, dass die Kreisbahn in den ersten Jahren einen wirtschaftlichen Aufschwung in den betroffenen Gemeinden brachte. Außerdem wurde die Anreise für nach Kevelaer pilgernde Touristen wesentlich vereinfacht. Es wurde sogar viel um den Streckenverlauf gestritten, da jede Gemeinde an das Netz mit angebunden werden wollte und sich dadurch Vorteile erhoffte.
Bei der Planung wurde allerdings ein weitreichender Fehler gemacht: Aus Kostengründen entschied man sich für eine Schmalspurstrecke mit einer Spurweite von 100 cm. Dadurch war kein direkter Anschluss an die Staatsbahn möglich, die auf Normalspur fuhr. Güter mussten umständlich und kostenintensiv umgeladen werden, was im Zuge der fortschreitenden Motorisierung die Attraktivität der Bahn noch verminderte.
Man plante zwar den Umbau auf Normalspur, aber wegen des Ersten Weltkrieges konnte dieser Plan nicht mehr verwirklicht werden.
Abschließend lässt sich zusammenfassen, dass die Idee, eine Kleinbahn im Kreis Geldern zu bauen, in Verbindung mit Fehlern in Planung und Ausführung nicht nachhaltig blieb.

## Gedicht über die Geldernsche Kreisbahn
Dreiunddreißig Jahre prompt

Dientest du – wie’s ziemt und frommt –

Mit der Staatsbahn Hand in Hand

Dem Verkehr im Gelderland.
Gemächlich, langsam ohne Hast,

Haltend oft zu kurzer Rast,

Fuhrst du täglich deinen Plan,

O, du treue Bimmelbahn.
Morgens in der Herrgottsfrüh’

Krabbeltest du voller Müh’

In gemäßigt schnellem Lauf

Keuchend Wankums Berg hinauf.
Krochst im Gleichlauf mit dem Weg

Über Niers und Nette Steg,

Mit Geläut und Flötenton

Von Station zu Station.
Bürger, Bauer, jeden Stand

Aus der Stadt und von dem Land,

Arbeitsmänner, Handelsleut’,

Alle nahmst du auf mit Freud’
Körbe, Kisten, Kiepen, Lasten,

Was die Wagenkästen fassten,

Alles das ging schön und fein

In das Abteil mit hinein.
Pilger, suchend Trost und Leid,

Brachtest du von nach und weit

Immer wieder Jahr für Jahr

Zahlreich in nach Kevelaer.
Allen gabst du, groß und klein,

Einen Sonderfahrtenschein

Zu ermäßigt bill’gem Preis

Freundlich für die Pilgerreis’.
Studios in großen Scharen

Deine besten Kunden waren.

Keck die Mütze auf dem Ohr,

Ein fideles, buntes Chor.
Streng musst’ oft der Schaffner walten,

Um die Ruhe zu erhalten.

Wer der Ordnung sich nicht fügt’,

Wurde schwer von ihm gerügt.
In dem Frühzug – welch Idyll! –

Alles saß dann mäuschenstill,

Ganz versunken, weltentrückt,

Über Bücher tief gebückt:
Repetieren, präparieren,

Deklinieren, konjugieren,

Sah man eifrig, unverdrossen

Dort die Studiengenossen.
So fuhrst wacker immerzu

„Feuriger Elias“ du.

Bis du klapprich wie ein Gaul,

Und die Schwellen brüchig, faul.
Fielst du dann als müder Greis,

Hoppla hopp, mal aus dem Gleis,

Kam die Rotte von der Streck’,

Hob dich wieder aus dem Dreck’.
Mag moderner heut’ man fahren

Als in jenen früh’ren Jahren,

Trotzdem kling’ es weit und breit,

Aus vergang’ner schöner Zeit:
Bähnchen, ob du auch gefaucht,

Wie ein Schlot so stark geraucht,

Ob du uns durchrumpelt hast –

Gerne war’n wir stets dein Gast.